# Uncha Siwana
Uncha Siwana è una suddivisione dell'India, classificata come census town, di 10.609 abitanti, situata nel distretto di Karnal, nello stato federato dell'Haryana. In base al numero di abitanti la città rientra nella classe IV (da 10.000 a 19.999 persone).

## Geografia fisica
La città è situata a 29° 37' 15 N e 76° 59' 58 E e ha un'altitudine di 234 m s.l.m..

## Società

### Evoluzione demografica
Al censimento del 2001 la popolazione di Uncha Siwana assommava a 10.609 persone, delle quali 6.883 maschi e 3.726 femmine. I bambini di età inferiore o uguale ai sei anni assommavano a 1.101, dei quali 617 maschi e 484 femmine. Infine, coloro che erano in grado di saper almeno leggere e scrivere erano 7.989, dei quali 5.832 maschi e 2.157 femmine.